# Vincent James Ryan
Vincent James Ryan (Arlington, 1º luglio 1884 – Bismarck, 10 novembre 1951) è stato un vescovo statunitense.

## Biografia
Quarto di cinque figli, Vincent Ryan nacque il 1º luglio 1884 ad Arlington, nel Wisconsin, da Thomas Ryan e Ann Welch. Crebbe nella fattoria di famiglia e frequentò per due anni la scuola superiore di Lodi. Nel 1902 entrò nel Seminario di San Francesco a Milwaukee. Dal 1906 al 1912 proseguì gli studi nel seminario di Saint Paul, in Minnesota. Desiderando intraprendere la vita missionaria, fu accolto dal vescovo del Dakota del Nord, John Shanley, nella Diocesi di Fargo.
Fu ordinato sacerdote dall'arcivescovo John Ireland il 7 giugno 1912. Un mese dopo fu nominato cancelliere della diocesi, incarico che mantenne fino al 1936. Dal 1917 al 1936 fu parroco a Fargo e, contemporaneamente, direttore del Catholic Welfare Bureau, fondato nel 1923 per assistere le popolazioni vulnerabili del Dakota del Nord. Ricoprì il ruolo di vicario generale della diocesi tra il 1939 e il 1940. Nel 1941 fu eletto presidente della National Catholic Rural Life Conference. Conseguì la laurea in teologia presso la Catholic University of America di Washington, D.C..
Il 19 marzo 1940 papa Pio XII lo nominò vescovo di Bismarck. Ricevette la consacrazione episcopale il 28 maggio successivo dal vescovo Aloisius Muench, ed i vescovi Joseph Busch e Thomas Welch da co-consacranti, nella cattedrale di Santa Maria a Fargo. Durante i suoi undici anni di episcopato, furono costruite 69 chiese per un costo complessivo di oltre dieci milioni di dollari. Nel 1941 fondò il giornale diocesano Dakota Catholic Action e si oppose pubblicamente alla legge "anti-garb" del 1948, che vietava alle suore di indossare l'abito religioso mentre insegnavano nelle scuole pubbliche del Dakota del Nord.
Morì a Bismarck il 10 novembre 1951, all’età di 67 anni.